# كمال أباد (نير)
كمال أباد هي قرية في مقاطعة نير، إيران. عدد سكان هذه القرية هو 351 في سنة 2006.